# Bildnis eines feisten Mannes
Das Bildnis eines feisten Mannes, auch Bildnis eines dicken Mannes oder Bildnis des Robert de Masmines ist der Name eines unsignierten Tafelgemäldes, das in zwei weitgehend identischen Werkfassungen vorliegt, die dem altniederländischen Meister von Flémalle zugeschrieben werden. Dieser wird von der kunsthistorischen Forschung mit der Werkstatt des Robert Campin gleichgesetzt, wobei Campins Rolle dabei Gegenstand der wissenschaftlichen Diskussion ist. Albert Châtelet und Felix Thürlemann setzen den Meister von Flémalle weitgehend mit Campin gleich. Demgegenüber halten Stephan Kemperdick und ihm folgend Jochen Sander am Notnamen fest, da sie Campins Rolle als Werkstattleiter hauptsächlich in der Akquise von Aufträgen vermuten, während die treibende künstlerische Kraft Campins damaliger junger Mitarbeiter Rogier van der Weyden gewesen sei. Eine Zuschreibung des Bildnisses eines feisten Mannes an Rogier van der Weyden allein, wie sie ebenfalls vorgeschlagen wurde, ist bislang nicht allgemein akzeptiert, da die Abgrenzung van der Weydens zum Meister von Flémalle im Detail nach wie vor problematisch erscheint. Eines der Gemälde befindet sich in der Gemäldegalerie Berlin, das zweite im Museo Thyssen-Bornemisza in der spanischen Hauptstadt Madrid.

## Beschreibung
Die Gemälde zeigen das Brustporträt eines beleibten, nach rechts blickenden Mannes im Halbprofil, vor einem schlichten, weißen Hintergrund. Der Blick seiner braunen Augen geht weit an dem Betrachter vorbei. Er hat dunkle, zu einem kurzen Topfschnitt geschnittene Haare mit ausrasierten Seiten. Sein Gesicht ist rasiert und zeigt deutliche Bartschatten. Er trägt eine pelzverbrämte hoch geschlossene dunkle Schecke. Bemerkenswert ist die für ihre Zeit ungewöhnlich genaue und realistische Darstellung der Gesichtszüge des Mannes. Sie zeigen keinen Versuch der Schmeichelei oder Idealisierung, stattdessen wird der Porträtierte so dargestellt, wie er wahrscheinlich aussah: übergewichtig, mit Doppelkinn, hängenden Wangen, einer langen, geraden Höckernase mit ausgeprägten Nasenlöchern, Stirnfalten und Narben. Diese für ihre Zeit ungewöhnlich wirkende, wenig schmeichlerische Darstellung scheint vom Auftraggeber akzeptiert. Andererseits zeigen beide Porträts weder satirische, spöttische noch wertende Details. Der Mann hat eine aufmerksame Erscheinung und intelligente, überlegte Augen. Bis auf die pelzgefütterte schlichte Schecke deutet nichts auf sein Amt oder seinen Stand hin, er trägt weder Schmuck noch prunkvolle Kleidung. Der enge Bildausschnitt vor einem hellen Hintergrund scheint gewollt, vermutlich um seine persönliche Präsenz und Ausstrahlung hervorzuheben.

## Original
Das Gemälde im Bestand der Gemäldegalerie Berlin ist mit Ölfarbe auf Eichenholz gemalt und trägt die Inventarnummer 537A. Die Tafel misst 31,5 × 20,3 cm mit modernen Anstückungen, davon sichtbar 28,5 × 17,7 cm. Der ursprünglich dazugehörende Bilderrahmen ist nicht mehr vorhanden. Das Bild stammt aus der Sammlung Sir Henry Hope Edwardes und wurde 1901 auf einer Auktion bei Christie’s in London durch den Kaiser Friedrich-Museums-Verein erworben. Während es nach Bekanntwerden des heutigen Madrider Exemplars zunächst mehrheitlich als dessen Kopie angesehen wurde, hat sich nach Untersuchung der Unterzeichnungen beider Gemälde diese Ansicht gewendet, und das Berliner Exemplar wird heute allgemein als Original verstanden. Als Entstehungszeit des Gemäldes wird „vor 1430“ angegeben, wobei 1425 ein häufig publiziertes Datum ist.

## Kopie

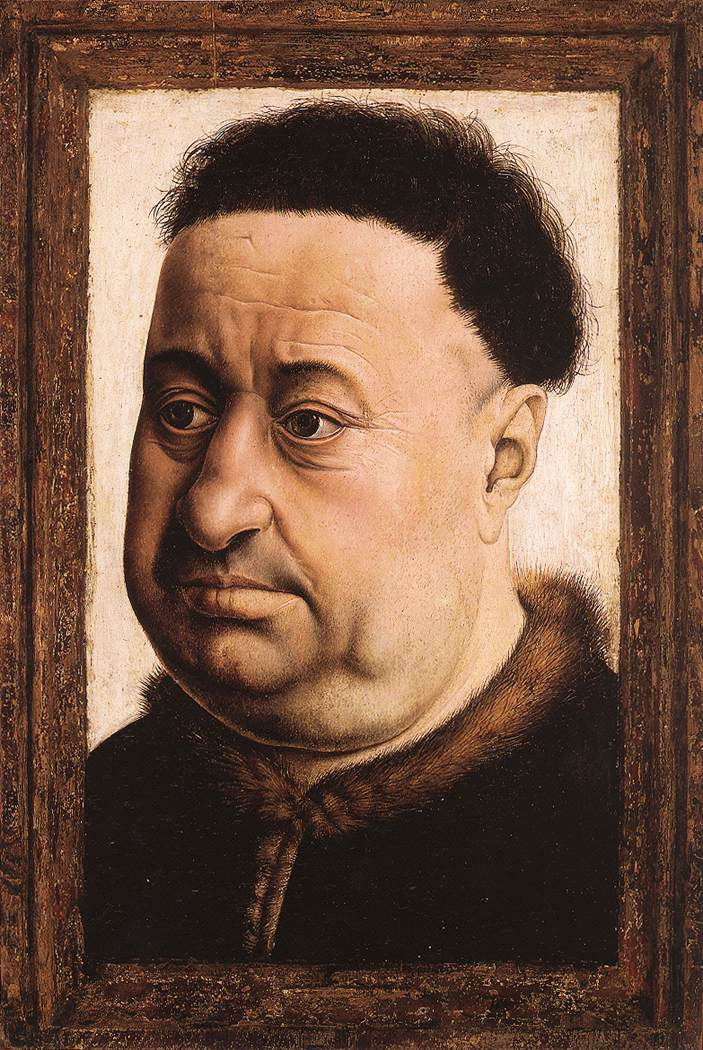
Porträt im Museo Nacional Thyssen-Bornemisza

Die Madrider Tafel, im Museo Nacional Thyssen-Bornemisza, Inv. no. 74 (1960.1), misst 35,4 × 23,7 cm und wurde in Öl auf Holz gemalt. Im Gegensatz zu dem Berliner Gemälde hat dieses Bild noch seinen originalen Profilrahmen. Das Bild stammt aus der Privatsammlung des Grafen Van der Straten-Ponthoz auf Château de Ponthoz, Coquier bei Huy. Es war bis 1957 weitgehend unbekannt und wurde 1960 über den Kunsthändler T. P. Grange London von Hans Heinrich Thyssen-Bornemisza de Kászon angekauft, dessen Sammlung die Basis des 1992 gegründeten Museo Thyssen-Bornemisza bildet. 1961 wurden erstmals beide Gemälde nebeneinander in der National Gallery, London, ausgestellt. Die Existenz dieses zweiten nahezu identischen Gemäldes eines so frühen und renommierten Meisters sorgte in kunsthistorischen Kreisen für Aufsehen, hinsichtlich ihrer Beauftragung, Datierung und Herkunft. Eine dendrochronologische Untersuchung des Tafelholzes legt nahe, dass dieses Bild in den 1440er Jahren entstanden sein muss, da die jüngsten Jahresringe ein Fälldatum des Baumes um 1433 anzeigen. Da dieses Gemälde einige wenige Korrekturen in der Vorzeichnung aufweist und insgesamt etwas weniger detailreich ausgeführt ist, wird es als Kopie des Berliner Vorbilds angesehen. Über die Intention für die Anfertigung dieser Kopie können nur Vermutungen angestellt werden.

## Identität des Porträtierten
Die Identifizierung des Dargestellten als Robert de Masmines (ca. 1387–1430/31), eines burgundischen Ritters und Gouverneurs der Grafschaft Hennegau, wurde von Georges Hulin de Loo vorgeschlagen, basierend auf der Ähnlichkeit des Mannes mit der Zeichnung eines namentlich genannten Porträts des Robert de Masmines in einer aus dem 16. Jahrhundert stammenden Abschrift von Jacques Le Bocqs Manuskript Recueil d’Arras (Bibliothèque municipale Arras, Ms. 266), das im frühen 15. Jahrhundert entstanden war. Diese Theorie ist jedoch weder schlüssig noch weithin akzeptiert.